# Regió del Pont

La regió del Pont.

Pont (en llatí Pontus, en grec antic Πόντος) era una regió de l'Àsia Menor que rebia aquest nom perquè era a la costa del Pont Euxí, la mar Negra. S'estenia per la riba sud-est d'aquesta mar, del riu Fasis, a la Còlquida, a l'est, fins a Paflagònia al riu Halis a l'oest; a la part occidental s'estenia més cap a l'interior que a la part oriental. El territori era poblat per diverses tribus que donaren nom a les antigues divisions d'aquest territori, que no tenia una denominació general. Xenofont va ser el primer autor que va utilitzar la denominació de Pont per a designar tot el territori.

## Límits i economia
Als voltants del segle ii aC el límit interior arribava a Galàcia, Capadòcia i Armènia Menor. Ocupava les planes de la costa i les muntanyes que servien de frontera a l'interior. Les planes eren molt fèrtils, segons Estrabó, i produïen fruita, gra, olives, fusta i altres productes. El país era també abundant en caça. La producció de mel era important, així com la de ferro i sal, segons Xenofont, Estrabó, Plini el Vell i altres autors.

## Muntanyes i promontoris
Les muntanyes principals eren les Talaura, Pariadres (a l'est de les muntanyes Escoedises) una branca de l'Antitaure, que connectaven amb el Caucas. De les Pariadres sortien dues branques: les Litros (Lithrus) i les Oflimos (Ophlimus) en direcció nord. Una altra muntanya que acabava a uns 100 estadis de Trebisonda s'anomenava Oros Hieron.
Els caps principals eren l'Heraclèon, Iasonion, i Zefirion, que formaven les badies d'Amisos i Cotiora.

## Rius i llacs
A les muntanyes naixien nombrosos rius com el Halis, el Licastos, el Khadisios, l'Iris, el Scylax, el Licos, el Thermodon, el Beris, el Thoaris, l'Oenios, el Phigamos, el Sidenos, el Genethes, el Melanthios, el Pharmathenos, el Hyssos, l'Ophis, l'Ascuros, l'Adienos, el Zagatis, el Pritanis, el Pixites, l'Arcabis, l'Apsaros, l'Acampis, el Batis, l'Acinasis, l'Isis, el Mogrus, i el Fasis. L'únic llac era el Στιφάνη Λίμνη (Stiphane Palus), a l'oest, al nord del riu Scylax.

## Pobles
El país estava habitat per nombroses tribus, de les quals no se'n pot dir gaire del parentiu que tenien entre elles. Els pobles principals eren els leucosiris, els tibarens, els calibes, els mosinecs, els heptacometes, els driles, els bequeires, els bizeres, els colquis, els macrons, els mares, els taocs i els fasians. A la costa hi havia colònies gregues instal·lades allí des del segle vii aC, que havien hel·lenitzat una mica les tribus de les planes, però no les muntanyenques. A la regió del Pont els grecs situaven les mitològiques amazones.
Culupene o Calupene era una regió del Pont que menciona Estrabó, entorn de la vall de l'Halis i veïna de la Camisene. Plini el Vell diu que les ciutats de Sebastia i Sebastòpolis estaven a aquest districte.

## Història
La tradició deia que el país havia estat conquerit per Ninus, el fundador de Nínive, de l'Imperi Assiri, segons recorda Diodor de Sicília. En temps de Cir el Gran va passar, al menys nominalment, a ser una satrapia sota el domini de l'Imperi Persa, diu Heròdot, potser el 546 aC, i estava governat per sàtrapes hereditaris de la família reial de Pèrsia.
En temps de Xenofont, les tribus del Pont eren governades pels caps locals i sembla que tenien un alt grau d'independència. Havien de pagar taxes i aportar soldats al sàtrapa, si bé algunes no estaven sotmeses. L'any 363 aC el sàtrapa Ariobarzanes va sotmetre les tribus de l'interior, va ocupar diversos territoris i va preparar el terreny per declarar-se independent. El seu successor, Mitridates II va declarar-se independent en enfonsar-se l'Imperi Persa després del 334 aC, i va aprofitar les lluites entre els diàdocs per ampliar els seus territoris. Va morir circa el 301 aC i el va succeir el seu fill, Mitridates III que va ser el primer rei del pont i va governar amb el nom de Mitridates I del regne del Pont.

## Regne del Pont
Durant el període turbulent que va seguir la mort d'Alexandre el Gran, Mitridates II va estar al servei d'Antígon el Borni, un dels successors d'Alexandre. Mitridates va jugar bé les seves cartes i els seus descendents, que pertanyien a la dinastia Mitridàtica van governar el país, independent ja de Pèrsia fins a l'any 65 aC. El regne va tenir la seva època més destacada amb Mitridates VI Eupator, conegut com Mitridates el Gran, que durant molts anys va estar en guerra amb els romans, en un conflicte que es coneix com les Guerres Mitridàtiques.

## Conquesta romana
Després del 65 aC la regió va quedar a l'òrbita romana. Pompeu va annexionar la part occidental del Pont (fins a Ischiopolis i la frontera de Capadòcia) a Bitínia, segons Estrabó i Titus Livi, i va donar la resta del regne a prínceps veïns (per exemple a Deiotarus I de Galàcia, l'anomenat Pont Gàlata o Gadelonitis, entre l'Iris i el Halis. Els colquis van rebre una porció del país i els va donar un rei anomenat Aristarc, probablement un cabdill local. Farnaces II, fill de Mitridates VI, va rebre Crimea al regne del Bòsfor. La part central entre l'Iris i Farnàcia, la va cedir Marc Antoni a Polemó I, fill de Farnaces II, cap a l'any 36 aC i des de llavors aquella part va ser coneguda amb el nom de Pont Polemoniac (Pontus Polemoniacus) juntament amb l'Armènia Menor, però les dues parts se separaren després de la seva mort, i la viuda Pitodoris la va transferir al rei Arquelau de Capadòcia amb el que es va casar, i per això la zona va ser després coneguda com a Pont Capadoci. El Pont Polemoniac va passar a l'Imperi romà després de la mort de Polemó II l'any 63, que va deixar en herència el seu regne a l'emperador Neró, segons Suetoni, i va ser convertit en província romana l'any 64 amb el mateix nom, tot i sovint administrada juntament amb la província de Galàcia.
Amb la divisió de l'Imperi que va fer Diclecià, el 294 la província es va dividir en quatre parts: la Paflagònia, que incloïa la major part del Regne del Pont, a l'oest el Diospont, que al segle iv va ser rebatejat amb el nom d'Hel·lenopont per Constantí el Gran, en honor de la seva mare Helena de Constantinoble, que va incloure la resta del regne del Pont i els territoris propers, les ciutats de Sinope, Amisos i Zela, amb Amasia com a capital. A l'est el Pont Polemoniac, amb la ciutat de Comana, i amb la capital a Neocesarea, i el Pont Capadoci, que tocava a la Capadòcia.
Al segle v el territori va ser ampliat cap a l'est per la franja costanera, però va perdre el Pont Capadoci (que va passar a Capadòcia Segona) i el Pont Polemoniac (la part oriental) es va integrar a Armènia.

## Districtes
A més de les divisions provincials que van instaurar els romans, hi havia diversos districtes més petits:
- - A la costa
- Gazelonitis
- Saramene
- Temiscura
- Sidene
  - A l'interior:
- Fazemonitis
- Pimolisene
- Diacopene
- Khilicomene
- Daximonitis
- Zeletis
- Ximene
- Megalopolitis

## Ciutats
Algunes de les ciutats importants del Pont:
- Amisos
- Polemonium
- Cotiora
- Farnàcia
- Cerasus
- Trapezus
- Apsarus
- Cabira
- Gaziura
- Zela
- Comana del Pont
- Neocesarea
- Sebaste
- Temiscura
- Fazemon